# Archief- en Onderzoekscentrum voor Vrouwengeschiedenis
Het Archief- en Onderzoekscentrum voor Vrouwengeschiedenis (AVG-Carhif) (Frans: Centre d'Archives et de Recherches pour l'Histoire des Femmes) is gespecialiseerd in vrouwen-, gender- en seksualiteitsgeschiedenis en de vrouwenbeweging. Het centrum doet aan wetenschappelijk onderzoek, informeert over lopend onderzoek en organiseert daarnaast ook activiteiten om vrouwengeschiedenis bij een breed publiek bekend te maken.
Het centrum is gevestigd in Sint-Joost-ten-Node en wordt gesubsidieerd door het Instituut voor de Gelijkheid van Vrouwen en Mannen.

## Historiek
AVG-Carhif is een tweetalige organisatie die werd opgericht in 1995 onder de impuls van toenmalig minister voor Gelijke Kansen Miet Smet. Het centrum is ontstaan ten gevolge van de resultaten van het onderzoek van twee onderzoeksters van de KU Leuven en de ULB in 1993, in opdracht van minister Smet. In hun onderzoeksrapport Répertoire des sources du féminisme en Belgique (1830-1993) schreven ze dat er veel archieven bewaard werden bij individuele personen en niet bij archiefcentra, en dat dit materiaal daardoor dreigde verloren te gaan bij het overlijden van de eigenaar. Gezien er nog geen archiefcentrum bestond in België dat zich specialiseerde in de geschiedenis van gender- en vrouwengeschiedenis, werd de vzw AVG-Carhif opgericht. Het centrum werd in 1995 ondergebracht in het nieuwe Amazonegebouw, Kruispunt voor gendergelijkheid.
De missie van het centrum bestaat uit de bewaring van archieven, het ontsluiten van haar collecties en het stimuleren van onderzoek in de vrouwen-, seksualiteits- en gendergeschiedenis. Daartoe ontwikkelt het activiteiten met betrekking tot het adviseren van organisaties over de bewaring van hun archieven; het wegwijs maken van onderzoekers en het ondersteunen van netwerken van onderzoekers; wetenschappelijk onderzoek; en het tonen van de resultaten van dit onderzoek aan de hand van tentoonstellingen, publicaties en online platformen.

## Collectie
De collectie van het centrum omvat archieven, boeken en tijdschriften, foto's, affiches, stickers, badges, spandoeken en kledij, van personen en organisaties die zich inzetten voor vrouwenemancipatie en gendergelijkheid. De archieven en objecten dateren voornamelijk vanaf het einde van de 19de eeuw, met een zwaartepunt op vrouwenbewegingen na de Tweede Wereldoorlog. De bibliotheek verzamelt wetenschappelijk onderzoek en historische overzichten van verschillende aspecten binnen de genderstudies, vrouwenbewegingen en seksualiteitsgeschiedenis.
Het centrum bewaart archieven van onder meer Belgische vrouwenhuizen en vluchthuizen, organisaties als het Vrouwen Overleg Komittee (nu Furia), Lesbies Doefront, de Internationale Vrouwenraad, Aksent op Roze, YWCA (Young Women's Christian Association), en van personen zoals Lily Boeykens, Reina Ascherman, het kabinet van Miet Smet en Suzanne Van Rokeghem. Ook vele kleine organisaties met een lokale werking doneerden hun archief aan het centrum. De affichecollectie, tijdschriften en foto's komen eveneens van verschillende soorten organisaties en geven een inkijk in de werking en activiteiten van deze intitiatieven. Zo zijn er affiches met aankondigingen van vrouwendagen, homo- en lesbiennefuiven, aanklachten tegen ongewenst seksueel gedrag of sensibiliseringsaffiches rond mishandeling. De tijdschriftencollectie bevat uitgaven van vrouwenhuizen, nieuws van organisaties en feministische tijdschriften zoals Lilith. De foto's tonen bijvoorbeeld de opening van het Brusselse vrouwenhuis 29 rue Blanche. Het AVG bewaart ook enkele bijzondere stukken, zoals de schrijfmachine waarop de schrijfster en feministe Marie Denis de eerste versie schreef van Het rode boekje van de vrouw(en), en de vest die Isabel Dargent droeg op alle betogingen waaraan ze deelnam.

## Activiteiten
De activiteiten van het AVG:
- Het bewaren van archieven van feministische bewegingen. Personen of organisaties kunnen hun archieven schenken aan het centrum.

- Onthaal van onderzoekers: de collecties van het Carhif zijn raadpleegbaar onder de voorwaarden van de schenkers. Geïnteresseerden kunnen een afspraak maken in de leeszaal om de documenten in te kijken.

- Onderzoeken van vrouwen-, gender- en seksualiteitsgeschiedenis.

- Het onderhouden van een netwerk binnen het domein van genderstudies. AVG-Carhif geeft de nieuwsbrief uit van het Forum voor Belgisch onderzoek in vrouwen-, gender- en seksualiteitsgeschiedenis.

- Ontsluiten van het onderzoek via publicaties, tentoonstellingen en online platformen.

Het centrum ontwikkelde een didactische website over het feminisme van de jaren 1970 en een interactieve module waarmee leerlingen spelenderwijs kunnen kennismaken met de geschiedenis van genderstereotyperingen.

### Publicaties
- E. Flour, C. Jacques, C. Marissal; E. Gubin, L. Van Molle (dir.). Répertoire pour l'histoire des femmes en Belgique: répertoire de la presse féminine et féministe en Belgique 1830-1994. Brussel: Inbel, 1993.
- E. Flour, C. Jacques; E. Gubin, L. Van Molle (dir.). Une femme, une voix: une exposition sur la citoyenneté des femmes en Belgique 1789-1948. Brussel: Carhif, 1996
- C. Marissal, I. Hansen; E. Gubin, L. Van Molle (dir.). Vers une démocratie paritaire : analyse des élections communales et provinciales du 8 octobre 2000. Brussel: Ministère Fédéral de l'Emploi et du Travail. Direction de l’Égalité des Chances ; Carhif – AVG, 2001
- C. Jacques, S. Lefebvre, L. Beyers, E. Flour; ss.dir E. Gubin & L.Van Molle. Les femmes qui changent le monde : histoire du Conseil international des Femmes. Bruxelles, Racine, 2005
- E. Gubin. Éliane Vogel-Polsky, une femme de conviction. Bruxelles : Institut pour l’Égalité des Femmes et des Hommes-AVG/Carhif, 2007
- E. Flour, E. Gubin, Cl. Marissal, R. Cockx, Leen Van Molle, C. Wallemacq, Garçon ou fille... un destin pour la vie? Belgique, 1830-2000, Bruxelles : AVG-Carhif, 2009
- R. Cockx. Miet Smet : trois décennies de politique d’égalité des chances, Bruxelles : Institut pour l’Égalité des Femmes et des Hommes – AVG/CARHIF, 2009
- C. Marissal, E. Gubin. Jeanne Vercheval : un engagement social et politique. Bruxelles :Institut pour l’Égalité des Femmes et des Hommes – AVG/CARHIF, 2011
- E. Flour. Marijke Van Hemeldonck : socialiste et féministe. Institut pour l’Égalité des Femmes et des Hommes - AVG-Carhif, 2013
- C. Marissal. Protéger le jeune enfant : enjeux sociaux, politiques et sexués (Belgique, 1890-1940). Éditions de l’université de Bruxelles, 2014
- E. Gubin et H.de Smaele. Femmes et hommes en guerre, 1914-1918. Bruxelles : Renaissance du Livre, 2015
- E. Gubin et C. Jacques, Encyclopédie d'histoire des femmes en Belgique, 19e et 20e siècle, Bruxelles, Racine, 2018.
- C. Marissal, Mères et pères : le défi de l'égalité, Institut pour l'égalité des femmes et des hommes, 2019.